# Jožo Ráž
Jožo Ráž (Pozsony, 1954. október 24. –) szlovák énekes és gitáros, az Elán együttes frontembere.

## Pályafutása
A pozsonyi Comenius Egyetemen végezte tanulmányait. 1968-ban alapította az Elán együttest Vašo Patejdllel és több iskolai osztálytársával együtt. 1999. június 20-án súlyos baleset érte: motorjával közlekedett, mikor egy autós elütötte, melynek következtében súlyos sérüléseket szenvedett. Két hónapig volt kómában és két évig tartott, mire újból megtanult járni.